# おまえ うまそうだな
『おまえ うまそうだな』は、宮西達也による絵本作品。
ポプラ社から発行された『ティラノサウルスシリーズ』の1作で、2015年時点でシリーズ累計200万部（日本国内）を超える大ヒット作。シリーズを通してティラノサウルスが主役となっているが連続性のない全て完結した内容。当初はシリーズの予定はなかったが、後にシリーズ化された。他の作品同様、作者自身が全国で読み聞かせのイベントを行っている。
2010年にはアニメ映画とテレビアニメ化された。その流れで2011年春よりモバゲータウンにてソーシャルゲームが提供されている。
『ティラノサウルスシリーズ』はアメリカやフランス、中国や韓国でも翻訳出版されている。中でも中国では2018年時点でシリーズ累計800万部を発行している。

## シリーズ著作
- おまえ うまそうだな
  - 2003年3月発売 ISBN 9784591076439
  - （大型絵本）2006年4月発売 ISBN 9784591092620
- おれはティラノサウルスだ
  - 2004年1月発売 ISBN 9784591079256
- きみはほんとうにステキだね
  - 2004年9月発売 ISBN 9784591082409
- あなたをずっとずっとあいしてる
  - 2006年1月発売 ISBN 9784591089842
- ぼくにもそのあいをください
  - 2006年10月発売 ISBN 9784591094440
- わたしはあなたをあいしています
  - 2007年6月発売 ISBN 9784591098011
- あいしてくれてありがとう
  - 2008年12月発売 ISBN 9784591105665
- であえてほんとうによかった
  - 2009年11月発売 ISBN 9784591112199
- いちばんあいされてるのはぼく
  - 2010年9月発売 ISBN 9784591120422
- わたししんじてるの
  - 2011年6月発売 ISBN 9784591124611
- ずっとずっといっしょだよ
  - 2012年6月発売 ISBN 9784591129494
- あいすることあいされること
  - 2013年9月発売 ISBN 9784591135679
- やさしさとおもいやり
  - 2015年3月発売 ISBN 9784591144329
- ヒヒヒヒヒ うまそう
  - 2017年9月発売 ISBN 978-4-591-15488-5
- キラキラッとほしがかがやきました
  - 2018年10月発売 ISBN 9784591160220
- さよならウマソウ
  - 2023年12月発売 ISBN 9784591180020

## 映画第1作
『おまえうまそうだな』のタイトルで、2010年10月16日公開。文部科学省選定、全国私立保育園連盟推薦。ティラノサウルスシリーズ『おまえ うまそうだな』『きみはほんとうにステキだね』『あなたをずっとずっとあいしてる』の3冊を原案に映画化。作者の宮西は鉤ヅメ役で、宮西の妻の宮西美奈子もマイアサウラのおばさん役で声優に挑戦している。
キャッチコピーは「最初は、食べるつもりだったのに…」。
2010年10月16,17日初日2日間の映画観客動員ランキング（興行通信社調べ）で初登場第10位となり、またぴあ初日満足度ランキング（ぴあ映画生活調べ）では第1位になるなど高く評価されている。

### 原案となった絵本との違い
原作者・宮西達也の要望により、映画は絵本と違っている部分がある。
- 絵本とはキャラクターデザインやストーリー、一部を除いたキャラのカラーリングが異なる。
- 映画にはオリジナルキャラも存在する。
- 絵本はそれぞれ独立した1つの話になっていて、主人公を筆頭にキャラもそれぞれ別のキャラだが、映画は話が繋がっていて主人公も同じティラノサウルス。
- 最後は映画オリジナルの展開があり、ラストも同様。
- 死亡したかのような演出がなされるキャラが、絵本と映画では違う。

### ストーリー（映画第1作）
草食恐竜・マイアサウラのお母さんはある日、川で流れてきた卵を拾い、巣に持ち帰り自分の卵と一緒に育てることにした。そして拾った卵の殻を破って出てきたのは肉食恐竜であるティラノサウルスの子供だった。お母さんはその子を「ハート」と名付け、ハートを危険視する仲間達から群れを追い出されても自分の子「ライト」と同じように愛情を注いで育てるが、ハートはある事件から、「自分は平原の王者であるオオアゴ」であることに気付き、お母さんの元を飛び出してしまう。
群れに入らない肉食恐竜として強く生きていく決意をしたハートはある日偶然、卵を見つける。卵から孵ったのは草食恐竜・アンキロサウルスの子供だった。ハートは「おまえ、うまそうだな」と言い食べようとするが、その子に「自分をウマソウと名付けてくれた父親」だと思われてしまう。こうしてハートとハートを「お父さん」と慕うウマソウとの奇妙な親子生活が始まった。

### 登場キャラクター（映画第1作）
ハート
本作の主人公。ティラノサウルスの青年。卵の状態で川を流れていた所をマイアサウラのお母さんに拾われて育てられ、森の中でお母さん、義兄のライトと3匹で暮らしていた。幼少期は木の実を食べて育ち、赤い実が特に大好物。
ある日食べ物を探して初めて平原に出た所、ゴンザの群れがトリケラトプスを襲って食べている所を目の当たりにして恐怖で逃げ帰る。そして跡をつけてきて、ライトに襲い掛かろうとしたゴンザに立ち向かい、シッポを食い千切り撃退する。そこで初めての肉のうまさ、そして自分が肉食い、そしてオオアゴであることを知り、ショックで森を飛び出してしまう。母の元を去った後はどこの群れにも属さず、一匹でも生きていける強いオオアゴになる為に毎日特訓を行う日々を送っていた。「草食いに育てられた肉食い」として有名な上、他の群れ（主にゴンザ）の縄張りで勝手に狩りを行ったりと傍若無人な振る舞いをしていた為、他のオオアゴ達からは厄介者扱いされている。
ある日平原に落ちていた卵から産まれたアンキロサウルスの赤ちゃんを、「おまえ、うまそうだな」と言い食べようとした所、自分が父親で「ウマソウ」と名前を付けたと勘違いされ、慕われるようになってしまう。「大きく育った方が食い甲斐がある」と暫くウマソウを育てていた。そうしているうちにウマソウに対して父性愛が生まれるが、ベコンに忠告されたことでこのまま一緒にいるのは良くないと考え一度ウマソウと別れるが、別れた直後にウマソウがゴンザの群れに襲われ、ウマソウを守るためにゴンザ達を負傷させる。縄張りに侵入し仲間を傷つけ、獲物を横取りした（ウマソウを守る為に口の中に入れたので、ゴンザ達から横取りして食べたと思われた）とされ、バクーに平原からの追放を言い渡されたと同時に、ウマソウといつまでも一緒にいることを決める。
その後は崖から海に落ちて、ペロペロに助けられたことをきっかけに砂浜で暮らしていたが、ペロペロから渡り鳥が「タマゴ山が爆発する」と話していたことを聞き、お母さんとライトに知らせる為にウマソウと共に平原に戻る。
立ち塞がるゴンザを打ち負かして生まれ故郷の森に入り、お母さんやライト、新しい義兄弟と再会し、逃げ出す途中でバクーに見つかってしまう。お母さん達を守る為に一騎討ちを行った結果、バクーの巨体に押しつぶされ失神してしまうが、種族が違いながらも我が子のように育て、愛してきたお母さんの想い、そして自身の我が子ということに免じてバクーに止めを刺されず見逃される。バクーとお母さんとの会話の際中も失神していた為に結局バクーが実の父親だということを気付くことは無かった。
最後はタマゴ山が噴火し、森が焼け、辺りが火山灰だらけになったことで渡りをすることになったお母さんとライト、義兄弟達に別れを告げ、ウマソウと共に旅立っていった。
ウマソウには気を使い、寝ている時などに狩りを行っていた。再会したライトに「肉を食べるのか」と聞かれた際、「食べるけど、自分の都合で食べるか食べないかを決めることもある」と答えている。
日頃訓練をしているだけはあって身体能力は高く、ウマソウを口に入れた状態でゴンザの群れを全て倒したり、バクーの一騎討ちの際は自身より遙かに巨体なバクーを相手に華麗な攻撃を繰り広げ、片膝を着かせるまで追い詰めた。
体の色は絵本では黒ずんだ緑色だが映画では深緑色。
絵本版ではかけっこの振りをしてウマソウを本当の親の元に帰し、2度と会うことは無かった。
ウマソウ
もう一人の主人公。アンキロサウルスの男の子。タマゴから産まれた直後にハートが言った「おまえ、うまそうだな」という言葉を自分の名前が「ウマソウ」だと思い、ハートの事を実のお父さんだと思っている。
ベコンのことも「おじいちゃん」と呼び、赤い実集めを手伝ってくれたことでなついている。
ハートと再び平原に戻ってきた際に、ゴンザから「実の父親じゃ無い」と言われるが、すでに自分とハートが血の繋がらない親子であることを理解しており、「それでもお父さんはお父さんだ」と叫んでいる。
最後はハートと共に旅立っていった。
ハートに鍛えられたからか体の割に素早い身のこなしが得意で、硬いシッポを振り回して相手の足に当てるという攻撃も行う。足はあまり速くない為急ぎの移動の際はハートの口の中に入っている。
お母さん
ハートとライトの母親のマイアサウラ。卵の状態で川を流れていたハートを拾い、自分の巣に持ち帰った。卵をたくさん産んでいたが、卵を狙った恐竜達の襲撃に遭い、ハートとライトの卵以外は全て食べられたり、踏みつぶされてしまった。
卵から生まれたハートが自分と違う容姿をしていても気にせず育てるが、ハートが肉食いであるかもしれないと危惧する群れのリーダーや仲間達から捨てて来るように言われてしまい、どうしても捨てることが出来ずに群れを出て（追い出された可能性もあり）、森の中でハートとライトと共に暮らし始める。
ハートには強い愛情を持っており、ハートが肉食いであることを知っていたが、「たとえ自分が食べられてもいい」と思っていた。ハートが森を飛び出した後は、強いショックを受け、渡りから戻って来た群れにライトの計らいで戻ることが出来たが表情は暗かった。
タマゴ山が噴火した際は子供を安全な場所で産む為に群れから離れて森の奥の木の下におり、助けに来たハートを見て成長していても一瞬でハートだと気付き、義兄弟を紹介した（父親は最後まで不明だが、ハートとの最後の会話では群れを少し離れて立っている姿で登場している）。
バクーに敗れたハートを庇い、その際の会話にてバクーがハートの実の父親だと知るが、バクーに口止めされる。
最後は義兄弟達とハートと共に暮らそうとするが、「義兄弟達は同じ仲間と暮らす方がよい」と断られ、旅立つハートを涙ながらに見送った。
体の色は絵本では全身黄色だが映画ではピンク色。
絵本「あなたをずっとずっとあいしてる」にあたるキャラクター。
ライト
ハートの義理の兄のマイアサウラ。ハートが自分と違う容姿だと気付いていたが、気にせず弟として接していた。
木の実しか食べられないハートの為に木の実を集めたりと心優しく、自身がゴンザに襲われながらもハートを逃がそうとする勇敢な性格も持ち合わせている。また、腕相撲をしてよくハートを負かしていた。
ハートが森を飛び出した後は、塞ぎ込んでいるお母さんの為に、渡りから戻ってきた群れに入れてくれるよう頼み、群れを守ることを条件に、お母さんと戻ることが出来た。
タマゴ山が噴火する際は子供達が怯えてしまい、群れが逃げ出せずにおり、離れた場所で兄弟達を育てているお母さんの元にも行けなかったが、再会したハートが機転を利かせて群れを動かすことに成功し（ここにいると全員食っちまうぞと脅した）、崖から落ちる寸前のハートとお母さんの元に駆けつけ、救い出した。
最後は旅立つハートをお母さんと兄弟達と共に見送った。
絵本「あなたをずっとずっとあいしてる」にあたるキャラクター。
マイアサウラのボス
映画版オリジナルキャラクターで、お母さんとライトの住む群れのボス。他のマイアサウラより体格がやや大きく老けている。移動する際は力の強い雄のマイアサウラに囲まれながら移動する。群れを守っているが、老若男女関わらず冷酷で厳格な性格で、まだ生まれたばかりのハートを肉食いと疑い踏み殺そうとしたがお母さんに制止させられる。その後は群れに戻りたいと申してきたお母さんに向かって厄介者と呼んだが、ライトの体格を認め、特別に群れに戻ることを許した。タマゴ山が噴火する際は子供達が怯えてしまい、群が逃げ出せずにおったがハートに脅される。ウマソウがハートの口の中に入っただけだという事は少し気づいていたため、食べられたと勘違いして怯え驚いている群れを落ち着くようにと慰めた。その後は群れと共に今までお母さんをひどく責めてしまったことを反省してハートとウマソウを見送った。
バクー
ティラノサウルス。他のオオアゴより遙かに巨大な体つきをしている。かつて平原に現れ、オオアゴ達の縄張りを荒らし回ったギガノトサウルスの群れにたった1匹で立ち向かい、右目を失うものの、撃退している。仲間達からは「片目のバクー」と呼ばれ、平原のボスとして尊敬されている。
ハートは初対面から気にかけていた様子を見せるが、ウマソウを守ろうとゴンザ達を負傷させた際に、「二度とこの平原に足を踏み入れるな」と追放を言い渡し（この処罰は甘いらしく、他の仲間達から不満が出ている）、「次会うときは俺が相手だ」と忠告もしている。
タマゴ山の噴火の際には仲間からハートが戻ってきたと聞き、一戦交えるためにハート達の前に立ち塞がる。ハートの予想以上の力に片膝を着くものの、圧倒的な力の差を見せハートをその巨体で押しつぶし失神させる。止めを刺そうとしたが、お母さんが庇い、実の息子への想いと、今までハートを育ててくれた礼として見逃した。ハートに実の父親だと明かすことはせず、お母さんにも「もう会わぬがよいと伝えてくれ」と伝言を残している。
なお、ハートが実の息子ということは、ハートを追放した後のベコンとの会話で気付いていた様子だった。
映画版オリジナルキャラクター。
カミィ
ティラノサウルス。バクーの妻で、ハートの実の母親。劇中では一切登場せず、ベコンが名前を言っただけである。
ゴンザ
ティラノサウルス。幼少期のハートの目の前で狩りを繰り広げ、ハートから草食いの臭いが強くすることに疑問を抱いた。その後逃げるように森の中に入るハートの跡をつけ、ライトと一緒にいる所を見てしまう。ハートに自分がオオアゴだと気付かせる為にライトを襲うが、激昂したハートにシッポを食い千切られ、退散する。
その後は成長したハートにたびたび縄張りを荒らされたり、「（シッポが）短いゴンザさん」とからかわれてそのたびに怒り狂うが、ハートを執拗に追うということはしなかった。
独り立ちしたウマソウを集団でいたぶったことでハートの怒りを買い、牙の大部分を折られるなどの重傷を負う（この時はハートとウマソウの関係を知らず、ハートの怒りが分からなかった）。
タマゴ山が噴火する際は追放されたハートが平原に戻って来た所をいち早く見つけ、傷も治っていないままやつれた姿でハートの前に立ち塞がった。
ハートと刺し違える覚悟で一騎討ちを申し込むが（ハートにも「死ぬぞ」と警告されている）、万全な状態でない為ハートに一撃も与えられず、首に致命傷を負い倒れる。立ち去ろうとするハートとウマソウに「ハートは実の父親じゃない」と言うが、もう理解している上に、それでもお父さんはお父さんに変わりないとウマソウに言われ、「つまんねえ」と呟き死亡する。
エンドロールでは、灰にかぶった状態で安らかに眠っているように描かれている。
ベコン
ティラノサウルス。年老いており、平原にある巨木の近くの赤い実が群生している場所に住んでいる。長老のような役割で、仲間達が相談事や愚痴（主にハートが縄張りを荒らすなど）を言いに来ている。自力であまり動けない為、肉を分けてもらっているが、最近は誰も訪ねて来ず、赤い実を食べている。バクーとも古い付き合いの様子で、バクーが若かった頃も知っている。
「硬くて歯が立たない」という理由でウマソウを見つけても食べようとしなかったばかりか、赤い実集めを手伝ったりとハートとは違うがウマソウにも優しく接していて、「おじいちゃん」と呼ばれ懐かれている。なお、若い頃だったら食べていたとのこと。
ハートが「草食いに育てられた肉食い」だと知っており、ハートに「いつまでもウマソウと一緒にはいられない」と肉食いと草食いの相容れなさを忠告し、ハートがウマソウを独り立ちさせようとしたきっかけを作った。また、ハートがバクーの若い頃にそっくりなこと、額がバクーと同じように無印な所、さらにカミィが卵を産んだ直後に事故に遭い、卵の行方が分からなくなったことからバクーの実の息子だと気付くが、バクーには「昔の話だ」と一蹴される。
タマゴ山が噴火した際は住処までは火の手が届かなかった為に、いつも通りに過ごしており、ハートと一戦交えたバクーが来た際には赤い実を食べるかと勧めている（バクーは「真っ当なオオアゴの食い物じゃない」と微笑み混じりに言うが、結局食べたかどうかは不明）。
映画版オリジナルキャラクター。
グオー、ガオー、ギャオー
ゴンザの子分の黄緑色の三匹のティラノサウルス。三匹とも額の模様と背中のトゲの色が異なっている。名前は三匹とも恐竜の雄たけびから由来しているが、劇中では一度も名前で呼ばれたことがない。
友人としてゴンザを心配して気にかけているのはグオー、「横取りされたのはこっちだぞ」と台詞を言ったのはガオー、口調が少ないのがギャオーである。
グオーはエンディング中では、ゴンザに似た妻と2匹の子をもうけている。
ブラリ
その名の通りナマケモノのように木にぶらさがっていたおばさん。子供に子守唄を歌っていた。ハートとライトに大あご（ティラノサウルス）のことを教えるが、ハートを見て逃げ出してしまう。映画版オリジナルキャラクター。
ペロペロ
西の海に棲むエラスモサウルス。高い崖から海に落ちたハートを救ったことで、仲良しになり、暫く一緒に暮らしていた。ハートとウマソウを乗せて海中を泳いだり、ハートに背負われて陸の世界を見て周るなどもしていた。海のオオアゴに襲われた際にハートが陸のオオアゴだと知っても友達のままで接した。
渡り鳥から「タマゴ山が爆発する」話を聞き、ハートを生まれ故郷に戻るよう送り出した。
よく舌を伸ばしている。体の色は絵本では緑色だが映画では白。また絵本には傷跡がある。
角曲がり
その名の通り曲がった二本の角を持つ恐竜（カルノタウルスに似ている）で、ウマソウを食べようとするが、ハートのキックを喰らって飛ばされた。
絵本では『キランタイサウルス』という名前で登場し、ハートにしっぽで弾き飛ばされた。
鉤ヅメ
ドロマエオサウルス科に特有の鉤爪をもつ二足歩行恐竜。
行方不明のウマソウを探すハートの巻き添えを食らい、追いかけられたあげく転倒する。
声は作者本人が演じている。

### 用語
草食い
草食恐竜を表す言葉。
肉食い
肉食恐竜を表す言葉。
オオアゴ
ティラノサウルスを表す言葉で、肉食いの中でも「平原の王者」と特に恐れられており、草食いの間では「泣く子はオオアゴが取りに来る」という子守歌があるほどである。劇中では平原に住み、バクーをボスとし、幾つかの群れに分かれて暮らしている。
額にハートやスペードなどの印があり、無印なのはハートとバクーのみである。
三本ヅノ
トリケラトプスを表す言葉で、狩りをするゴンザ達の獲物となっていた。力が強く他の肉食いが手を組んで狩りをしても歯が立たない程で、バクー曰く「厄介な相手」らしい。ゴンザの仲間のオオアゴに頭突きをして角を腹に刺して殺したが、後ろからバクーに奇襲を受け死亡し、ゴンザ達に食べられた。
タマゴ山
火山であり、火口に蓋をするように巨大なタマゴのような白い岩があることからこう呼ばれている。麓にお母さんや幼少期のハート、マイアサウラの群れが暮らした森があり、その先には広大な平原が広がっている。劇中終盤で噴火を起こし、タマゴのような岩はその衝撃で宇宙に打ち上がっていった。
赤い実
地面に生えたパイナップルのような植物から生る実。幼少期のハートはこれが大好物で、成長した後も時折食べている。ウマソウも大好物の模様。ベコンはこれらが群生している場所に住んでおり、仲間からの施しが無い場合の食料としている。
渡り
マイアサウラの群れが季節ごとに住処を移すこと。ハートの生まれ故郷の森は劇中終盤での噴火の影響で焼け野原になってしまった為、ライト曰くもう戻ることは無いとのこと。
海のオオアゴ
モササウルスを表す言葉で、海の中で恐れられている存在。1匹の個体がハートとペロペロを襲ったが、ハートに前の鰭を食いちぎられて死亡した。それが原因でハートがオオアゴであることをペロペロが知る。

### キャスト（映画第1作）
- お母さん - 原田知世
- ウマソウ - 加藤清史郎
- ハート - 山口勝平
- ハート（子供時代） - 愛河里花子
- ライト - 川島得愛
- ライト（子供時代） - 折笠富美子
- バクー - 別所哲也
- ゴンザ - 桐本琢也
- ベコン - 矢田稔
- ペロペロ - 川村万梨阿
- ブラリ - 高乃麗
- マイアサウラのボス - 小室正幸
- ティラノサウルスのボス - 江川央生
- グオー - 志村知幸
- ガオー - 勝沼紀義
- ギャオー - 井田国男
- 鉤ヅメ - 宮西達也
- マイアサウラのおばさん - 宮西美奈子

### スタッフ（映画第1作）
- 原作 - 宮西達也（ポプラ社刊）
- 監督・絵コンテ - 藤森雅也
- 脚本 - 村上修、じんのひろあき
- キャラクターデザイン・総作画監督 - 柳田義明
- 作画監督 - 関根昌之、高橋信也、大杉宜弘、増田敏彦、加来哲郎、須藤昌朋、西岡夕樹、山中純子、船越英之、野武洋行
- 演出 - 根岸宏樹、大庭秀昭
- 美術監督 - 中村隆
- 美術設定 - 関根昌之
- 色彩設計 - 村田恵里子
- 撮影監督 - 斎藤秋男
- 編集 - 佐野由里子
- 音楽 - 寺嶋民哉
- 主題歌 - 平原綾香「君といる時間の中で」（ドリーミュージック）
- 挿入歌 - 宙太「heart beat」、木村真紀「ハートの子守歌」
- 音響監督 - 三間雅文、中嶋聡彦
- 録音 - 瀬川徹夫
- 音響効果 - 倉橋静男
- プロデューサー - 尾崎穏通
- アニメーション制作 - 亜細亜堂
- 制作 - トムス・エンタテインメント
- 配給 - 東京テアトル
- 製作 - おまえうまそうだな製作委員会（トムス・エンタテインメント、キーマインドコリア、亜細亜堂、ポプラ社、キッズステーション、ハピネット、ソニア、東京テアトル、テレビ東京メディアネット）

## 映画第2作
『あなたをずっとあいしてる』のタイトルで、2015年6月6日公開。ティラノサウルスシリーズ『あいしてくれてありがとう』『であえてほんとうによかった』の2冊を基に原作者の宮西達也が脚本として参加しオリジナルストーリーを執筆している。「宮西たつやのたのしいおはなし1」として本作を絵本としても書き下ろした。
なお、前作である『おまえうまそうだな』とはストーリーの繋がりは無い。
2015年、韓国で開催される、第3回順天湾世界動物映画祭のオープニング作品に選出された。

### ストーリー（映画第2作）
ティラノサウルスの子どもである「トロン」は、父親の「ゼスタ」と母親の「セラ」を失い、孤独の身となる。両親をなくしたことを悲しみながらも、立派な恐竜になるためを決意し、1人で冒険を始める。しかし、それは孤独暮らしの恐竜の世界にとっての冒険の連続だった。病気の母親を助けたいと願う泣き虫なスピノサウルスの子どもの「メソメソ」と生まれた頃から家族も友達もいないパウパウサウルスの女の子の「キラリ」に出会い、「本当の強さ」と「家族とは」を学び続け、様々な成長を遂げていく。

### 登場キャラクター（映画第2作）
トロン（ティラノサウルス）
声 - 高梨謙吾（少年期：竹内順子 幼年期：佐藤美由希）
本作の主人公。両親を亡くし、孤独に育つ元気で心優しい少年。両親の影響で、辛い思いをした人を放って置けない性格。父親譲りの正義感と母親譲りの優しさを持つ。父親のゼスタに憧れ、「父さんのようになりたい」と願う。前作のハートにあたる人物だが全くの別人。体の色は空色で、額のマークは菱形。ゼスタの死を知り、バルドに立ち向かおうとするが、返り討ちにあってしまい、川へ流され滝から落ち、名前以外の記憶を失う。そのきっかけでメソメソと出会う。そして、海から陸へ流されて記憶を取り戻し、ヴァベルの山へ目指すが、迷子になり、キラリと出会うきっかけとなる。絵本では、映画と違い、弱気な性格だったが、メソメソとキラリとの出会いで、様々な成長を遂げていく。
ゼスタ（ティラノサウルス）
声 - 三宅健太
トロンの父親でティラノサウルスのボス。トロンを心強く優しく育てる。体の色は前作のバクーと同じ色に近く、額は無紋。身勝手な行動をするバルドを説得しようとするが失敗に終わり、雷の影響で飛んできた大木の破片が身体に突き刺さり死亡してしまう。この際、トロンがそのショックでバルドを敵視するきっかけになる。
セラ（ティラノサウルス）
声 - 渡辺満里奈
トロンの母親。トロンをたっぷりの暖かい愛情で育てる。体の色は桃色で額のマークは三日月。物語の途中で事故に遭って崖から転落してしまい、行方不明となる。
バルド（ティラノサウルス）
声 - 山口勝平
恐竜たちを支配しようとするボスでトロンの天敵。頭の回転が速く、乱暴者。仲間の中で唯一ゼスタを呼び捨てている。ゼスタを殺害した張本人でもある。
メソメソ（スピノサウルス）
声 - 水瀬いのり
トロンの親友。その名の通り泣き虫だが、母親想いで魚を獲るのが得意。絵本では、最初から名前がなかった為トロンに名前をつけてくれた。そして、トロンが島から飛び越えるのが無理だと怯える所を「諦めちゃダメ」と勇気づけた。トロンと別れた後、赤い実を母親のところへ持って帰り、自分で撮った魚と共に食べさせ、すっかり病気を治した。それ以来の彼はあまり泣かなくなり、笑顔になる。それを見た母親は、自分の事を「ニコニコ」と呼ぶようになる。
キラリ（パウパウサウルス）
声 - かかずゆみ
生まれた頃から目が見えない女の子。両親は既に亡くしており、友達もいなかったが、トロンに心を動かした。名前は最初からなかった為、トロンから「星みたいにキラキラ輝いて生きる」にちなんで「キラリ」と名前を付けられる。絵本では、最初から名前がある。「生まれて来なければよかったのかも」と落ち込むトロンに対して「一生懸命生きないとダメ」と叱り付ける一面を見せる。トロンと別れた後、赤い実で友達をたくさん作り、トロンの事を話したりしたが、トロンがティラノサウルスというのは内緒にしている。
ニコ
声 - 千田光男
恐竜の長老。周囲をいつもニコニコ笑顔で温かく見守る。ゼスタとは昔からの知り合い。
ジータ
声 - 河本邦弘
バルドの子分。ひょろりとして背が高い。お調子者で毒舌。
グル
声 - 駒谷昌男
バルドの子分。小柄で気が軽い。尻尾をちぎられても蜥蜴のように再生する体を持つ。
ギラ
声 - 金光宣明
バルドの子分。大柄でのんびりとした力持ち。計算するのが苦手。語尾に「ズラ」とつけて喋る。
プテラノドン
声 - 速水けんたろう
この物語のキーパーソン的な存在。メソメソとキラリに赤い実について教える。
トリケラの新ボス
声 - あべそういち
トリケラトプスの中で一回り大きい。バルドに復讐心を抱いているせいか、自分の仲間以外を見捨てる性格になってしまう。
トリケラトプスボス
声 - 田尻浩章
トリケラトプス母
声 - 上田麗奈
夫をバルドに殺され、子供と一緒に逃げようとしたが、子分に襲われてしまう。
アンキロのボス（アンキロサウルス）
声 - 内野孝聡
顔に傷がある。バルドに復讐心を抱いているせいか、自分以外を信用できない卑怯な性格になってしまう。
マイアサウラ
声 - 宮西達也(作者本人が担当)
バルドに襲われ逃げたが、トリケラとアンキロと違って復讐心を抱かない平和主義。ヴァベルの山が噴火した時、トロン達と共にバリケードを作る協力者になった。

### スタッフ（映画第2作）
- 原作 - 宮西達也（ポプラ社刊）
- 総監督・キャラクター原案・絵コンテ - 野中和実
- 監督 - チェ・ギョンソク
- 共同脚本 - 宮西達也、増田久雄
- 演出 - 高山秀樹
- 主題歌 - ヨンジ（KARA）「いつどこにいても」[8]
- 配給 - 東京テアトル
- 宣伝協力 - スキップ

### 関連書籍
- 宮西たつやのたのしいおはなし1 あなたをずっとあいしてる
  - 2015年5月発売 ISBN 9784591145265
  - 映画のストーリーを宮西自身が絵本として書き下ろした作品。

## 映画第3作
『さよなら、ティラノ』のタイトルで公開。当初は2020年初夏に公開予定だったが、新型コロナウイルスの影響によって公開延期。2021年12月10日に公開された。
ティラノサウルスシリーズ『ずっとずっといっしょだよ』『わたしはあなたをあいしています』『わたししんじてるの』の3作品を基に肉を食べないティラノサウルスと飛べないプテラノドンの友情を描いたストーリー。前作・前々作とは全くの別ストーリーとなっており、スタッフも一新されている。また、2018年に死去した石塚運昇の遺作でもある。

### ストーリー（映画第3作）
氷河期の終わり頃の恐竜の時代。強いのに肉を食べないティラノサウルスのティラノと飛べないけど元気なプテラノドンのプノンの二匹は天国へ向かう旅に出る。しかし、やがてそれが二人の運命を変えることとなる・・・。

### 登場キャラクター（映画第3作）
主要キャラクター
ティラノ（ティラノサウルス）
声 - 三木眞一郎
本作の主人公。前作の主人公のハートとトロンより年上の中年男性。とても強いがなぜか肉を食べない。実は暗いところが苦手で、嘘をつくと尻尾を振ってしまう優しさを隠した正直者。頭につけているのは親友の形見。
プノン（プテラノドン）
声 - 石原夏織
もう一人の主人公。元気だがまだ飛べない。ゴルゴによって母と弟を失った過去を持つ。
トプス（トリケラトプス）
声 - 悠木碧
親とはぐれたトリケラトプスの子供。ティラノやプノンと共に旅に出る。
その他
ゴルゴ（ゴルゴサウルス）
声　- 小西克幸
多くの恐竜が恐れる恐竜たちのボス。天国を我が物にしようとしている。肉食恐竜も草食恐竜も襲いかかり、ティラノの親友、プノンとトプスの家族を奪った張本人でもある。
ルクト（アンタルクトサウルス）
声 - 井上喜久子
天国を支配する女王。自分たちの場所と仲間だけを守る厳格な性格で、自分の仲間以外の恐竜を受け入れず追い返す。ティラノとプノンたちを受け入れる気は全くなかったが、ゴルゴたちが襲来が来たと知り罠を仕掛ける時に自分の元へ来たプノンの説得を受け、彼女たちと共にゴルゴたちに立ち向かう協力する。
ゴッチ、ルッチ（ゴルゴサウルス）
声 - 森川智之（ゴッチ）、檜山修之（ルッチ）
ゴルゴの部下。大柄な方が食いしん坊なゴッチで小柄な方がずるかしっこいルッチ。プノンを狙い、ティラノに追い返されてばかりの落ちこぼれだったが、最終的にティラノたちに協力する。そのことは仲間には内緒にすることになった。
ケラおじいさん
声 - 石塚運昇（遺作）
トプスの祖父でトリケラ村の長老。天国の裏道を知っている。
冒頭ナレーション
声 - 宮西達也（作者本人）

### スタッフ（映画第3作）
- 原作 - 宮西達也（ポプラ社刊）
- 監督 - 静野孔文
- キャラクター原案・プロダクションデザイナー・アニメーション監督・絵コンテ - 江口摩吏介
- 脚本 - 佐藤大・うえのきみこ・福島尚浩
- キャラクターデザイン・総作画監督 - 三嶽理絵
- 作画監督 - 李普蝶・高橋英理子・瀬谷新二・兼森義則・斉藤格・清水健一・山下将仁・古瀬登・才田俊次・佐々木恵子・一川孝久・加藤壮・福田瑞穂・松本勝次・EOM Ikhyeon・RYU Seungchull・高橋和徳・野田智弘
- 演出 - 高木由絵
- 美術監督 - 小倉宏昌
- 音楽 - 坂本龍一
- 音響監督・整音 - 山田陽
- 制作 - 手塚プロダクション
- 製作 - MediaCastle Corp（筆頭・総括）、Korea Investment Partners、Coolidge Corner Investment、ポプラ社、Starrise Pictures、Heartsome Korea
- 主題歌 - ハナレグミ＆コトリンゴ「楽園をふたりで」

## テレビアニメ
映画第1作の公開にあわせて2010年10月4日から10月29日までテレビ東京系列局において、月-金曜6:40 - 6:45に放送された短編シリーズ。表題を含む宮西達也のティラノサウルスシリーズ4編をアニメ化。放送終了後にテレビドガッチ、GYAO!ストア、ニコニコ動画で配信。絵本オリジナルを再現した色調となっている。

### 登場キャラクター
おまえうまそうだな
- ティラノサウルス
- ウマソウ（アンキロサウルス）
- キランタイサウルス
- アンキロサウルス

きみはほんとうにステキだね
- ティラノサウルス
- エラスモサウルス
- スティラコサウルス

あなたをずっとずっとあいしてる
- ハート（ティラノサウルス）
- おかあさん（マイアサウラ）
- ライト（マイアサウラ）
- アンキロサウルス
- ティラノサウルスのおじさん

いちばんあいされてるのはぼく
- ティラノサウルス
- ルー、シー、アー、テー、イー（5匹のアンキロサウルス）
- ゴルゴサウルス

### スタッフ（テレビアニメ）
- 原作 - 宮西達也
- 監督 - 瀧澤正治
- 音楽 - まついえつこ
- ナレーション - 堀玲子
- アニメーション制作 - キッズ
- 製作 - おまえうまそうだな製作委員会

### 各話リスト（テレビアニメ）
| 話数   | タイトル                       | 話数  | 放送日         |
| ------ | ------------------------------ | ----- | -------------- |
| 第1話  | おまえうまそうだな             | 第1話 | 2010年 10月4日 |
| 第2話  | おまえうまそうだな             | 第2話 | 10月5日        |
| 第3話  | おまえうまそうだな             | 第3話 | 10月6日        |
| 第4話  | おまえうまそうだな             | 第4話 | 10月7日        |
| 第5話  | おまえうまそうだな             | 第5話 | 10月8日        |
| 第6話  | きみはほんとうにステキだね     | 第1話 | 10月11日       |
| 第7話  | きみはほんとうにステキだね     | 第2話 | 10月12日       |
| 第8話  | きみはほんとうにステキだね     | 第3話 | 10月13日       |
| 第9話  | きみはほんとうにステキだね     | 第4話 | 10月14日       |
| 第10話 | きみはほんとうにステキだね     | 第5話 | 10月15日       |
| 第11話 | あなたをずっとずっとあいしてる | 第1話 | 10月18日       |
| 第12話 | あなたをずっとずっとあいしてる | 第2話 | 10月19日       |
| 第13話 | あなたをずっとずっとあいしてる | 第3話 | 10月20日       |
| 第14話 | あなたをずっとずっとあいしてる | 第4話 | 10月21日       |
| 第15話 | あなたをずっとずっとあいしてる | 第5話 | 10月22日       |
| 第16話 | いちばんあいされてるのはぼく   | 第1話 | 10月25日       |
| 第17話 | いちばんあいされてるのはぼく   | 第2話 | 10月26日       |
| 第18話 | いちばんあいされてるのはぼく   | 第3話 | 10月27日       |
| 第19話 | いちばんあいされてるのはぼく   | 第4話 | 10月28日       |
| 第20話 | いちばんあいされてるのはぼく   | 第5話 | 10月29日       |

### 放送局
| 放送地域       | 放送局         | 放送期間                 | 放送日時                    | 放送系列       |
| -------------- | -------------- | ------------------------ | --------------------------- | -------------- |
| 関東広域圏     | テレビ東京     | 2010年10月4日 - 10月29日 | 月 - 金曜 6時40分 - 6時45分 | テレビ東京系列 |
| 北海道         | テレビ北海道   | 2010年10月4日 - 10月29日 | 月 - 金曜 6時40分 - 6時45分 | テレビ東京系列 |
| 大阪府         | テレビ大阪     | 2010年10月4日 - 10月29日 | 月 - 金曜 6時40分 - 6時45分 | テレビ東京系列 |
| 愛知県         | テレビ愛知     | 2010年10月4日 - 10月29日 | 月 - 金曜 6時40分 - 6時45分 | テレビ東京系列 |
| 岡山県・香川県 | テレビせとうち | 2010年10月4日 - 10月29日 | 月 - 金曜 6時40分 - 6時45分 | テレビ東京系列 |
| 福岡県         | TVQ九州放送    | 2010年10月4日 - 10月29日 | 月 - 金曜 6時40分 - 6時45分 | テレビ東京系列 |

## 舞台
『舞台「おまえ うまそうだな」』として、2024年10⽉にかめありリリオホールを⽪切りに、全国5箇所で上演、2025年からも全国公演が予定されている。上演演目は『おまえうまそうだな』と『きみはほんとうにステキだね』。

### 公演日程（舞台）
2024年
- 10月5日 - 10月6日、東京・かめありリリオホール
- 10月12日、大阪・箕面市立文化芸能劇場
- 10月13日、兵庫・神戸朝日ホール
- 12月1日、熊本・熊本城ホール
- 12月21日、群馬・美喜仁桐生文化会館
- 12月22日、栃木・小山市立文化センター

### キャスト（舞台）
声の出演
- ティラノサウルス - 伊東健人
- ウマソウ - 森優子
- エラスモサウルス - 鵜沢正太郎

ほか

### スタッフ（舞台）
- 原作：宮西達也 ／ ポプラ社
- 脚本・作詞・演出：坂口阿紀（オールスタッフ）
- 音楽：田中和音
- 美術：池田ともゆき
- 音響：返町吉保（キャンビット）
- 照明：芥川久美子（ライトシップ）
- 衣裳：藤村陽子
- 映像：浦島啓(コローレ)
- 人形制作：鹿島佳子（木ぐつの木）
- ステージング：藤田朋花
- 舞台監督：泉智幸
- 企画制作：キョードーファクトリー
- 制作：オールスタッフ